# Tokugawa Nariaki

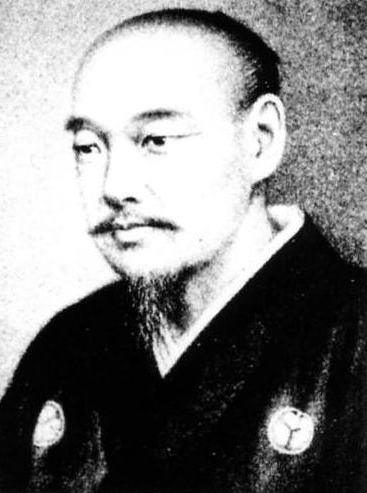
Tokugawa Nariaki (1800-1860).

Tokugawa Nariaki (徳川斉昭) (Edo, 4 april 1800 - ?, 29 september 1860) was de 9de daimyō van Mito (huidige prefectuur Ibaraki), van 1829 tot 1844. Hij was de vader van Tokugawa Yoshinobu (徳川慶喜) (ook gekend als Keiki), de 15de en laatste Tokugawa-Shogūn. Nariaki heeft een belangrijke rol gespeeld bij de Meiji-hervorming.

## Leven
Tokugawa Nariaki werd geboren op 4 april 1800 in Edo. Hij volgde zijn broer op als daimyō van Mito in 1829. Mito was een van de machtigste han op dat moment. Het was het centrum van de beweging die het gezag van de keizer wilden herstellen. Nariaki stond aan het hoofd van deze beweging. Hij vond dat de feodale heren meer macht moesten krijgen en dat ze Westerse militaire en industriële technologie moesten overnemen om hun verdediging te versterken. Aangezien Nariaki tegen buitenlanders was moest dit gebeuren zonder de Westerlingen het land binnen te laten. Hij vond dat handel met de buitenlanders de Japanse traditie schond.
Zijn beheer van de han werd een voorbeeld voor de andere han. Hij reorganiseerde de financiën en de administratie, voerde openbare werken uit en begon een ijzer- en scheepsbouwindustrie. Toen hij begon zijn eigen canons te maken en daardoor een bevel van de Shogūn negeerde, werd hij gedwongen zijn positie aan zijn zoon Yoshinobu over te laten. Hij bleef nog steeds invloed uitoefenen in Mito.
Toen vijf jaar later Matthew Perry en zijn vloot arriveerde met de eis om het land na twee eeuwen van isolement open te stellen werd Nariaki om advies gevraagd. Hij vond dat er geen toegevingen mochten gedaan worden.
Toen Shogūn Tokugawa Iesada (徳川家定) stierf, ontstonden er 2 facties. Enerzijds was er de Hitostubashi-ha (一橋派), met aan het hoofd Nariaki die Hitostubashi Yoshinobu als opvolger voorstelde. Hij kreeg steun van de heren van alle machtige han. Anderzijds was er Nanki-ha (南紀派), een groep die de neef van Iesada, Tokugawa Yoshitomo (徳川慶福), voordroeg. Deze laatste werd de opvolger van Iesada.
Rond deze tijd werd ook het verdrag met de VS gesloten zonder toestemming van de keizer. Nariaki beschouwde dit als verraad van de Japanse traditie en dit werd door de Shogūn gezien als verzet en plaatste Nariaki en enkele andere daimyō onderhuisarrest. Twee jaar later overleed hij.

## Onderdrukking van boeddhisme
Vanaf het begin van de Edo-periode begonnen confucianisten in dienst van daimyō anti-boeddhistische visies te verspreiden. Ze wilden de afschaffing van het registratiesysteem van de tempels omdat dankzij deze registratie de invloed van de tempels gegroeid was. Enkele invloedrijke leiders waren betrokken bij deze onderdrukking waaronder Tokugawa Nariaki. Tijdens de periode van 1830 tot 1843 verwoestte Nariaki de voornaamste tempels in het Mito-domein. Hij verwoestte ook hoofdtempels van elke belangrijke sekte en verjoeg hun priesters. Hij vernietigde ongeveer 190 tempels en nam rond de 903 tempelbellen en andere metalen voorwerpen in beslag om er kanonnen van te maken.

### Boeken
McClain, James L. Japan: A Modern History. New York: Norton, 2002
Hardacre, Helen (ed) & Adam L. Kern. New Directions in the Study of Meiji Japan. Leiden: Brill, 1997

### Cursussen
Vande Walle, Willy en Coppens Hans. Geschiedenis van het Moderne Japan. Leuven: KU Leuven Japanologie, 2003.